# Комаровская, Татьяна Евгеньевна
Комаровская Татьяна Евгеньевна  (бел. Таццяна Яўгенаўна Камароўская; род. 3 июля 1947, г. Минск — советский и белорусский филолог, доктор филологических наук, профессор. Профессор кафедры белорусской и зарубежной литературы филологического факультета  Белорусского государственного педагогического университета им. Максима Танка.

## Биография
Родилась в 1947 году в городе Минске.
В 1969 году с отличием окончила Минский государственный педагогический институт иностранных языков, была оставлена для работы в этом же институте. Преподавала  историю литературы Англии и США и английский язык.
Первые научные труды были опубликованы в журнале «Вестник БГУ» и сборниках научных работ МГУ и МОПИ (Москва).
8 июня 1978 года Татьяна Евгеньевна Комаровская защитила кандидатскую диссертацию в Москве.
6 октября 1994 года  защитила докторскую диссертацию также в Москве.
С 1995 года по 2018 год  – заведующий кафедрой русской и зарубежной литературы Белорусского государственного педагогического университета им. Максима Танка. В 1997 году, выиграв грант по программе Фулбрайта, проходила научную стажировку в Университете штата Массачусетс (США). В том же году получила диплом профессора филологии.

## Научная деятельность
Татьяна Евгеньевна Комаровская является специалистом по современной американской литературе.    Выступает в печати с 1971 года.       Автор более 260 печатных работ по фундаментальным проблемам литературы США, опубликованных в изданиях дальнего и ближнего зарубежья, в республиканских изданиях, в университетских сборниках научных работ на русском, белорусском и английском языках, а также учебных пособий по истории английской и американской литератур. Соавтор Фолкнеровской энциклопедии, выпущенной в Уэстпорте (штат Коннектикут) в 1999 г. Соавтор учебника «История зарубежной литературы 20 века», изданного в Москве в 2003 г.
Направление научных исследований: исторический роман США, феминистская американская литература, проблема национального самосознания в литературе США, сравнительное изучение русской, белорусской и американской литератур, методологические проблемы литературоведческого исследования; проводит фундаментальные и прикладные научно-педагогические исследования в указанных областях зарубежной литературы; занимается подготовкой кадров высшей квалификации и разработкой перспективных направлений исследований в области зарубежной литературы. Татьяна Евгеньевна является основателем научной школы изучения американской литературы в Республике Беларусь. Подготовила 11 кандидатов наук – специалистов  по литературе США. Более 25 лет является  руководителем фундаментальных тем государственных программ научных исследований, включенных в план Национальной академии наук Республики Беларусь. Член правления Российского общества по изучению культуры США. Член Европейской Ассоциации американских исследований, вице-президент белорусской секции.

### Избранные труды
Комаровская Т.Е. «Творчество Ирвинга Стоуна» :  Монография. –  Минск, 1983.
Комаровская Т.Е. «Осмысление прошлого в американском историческом романе XX века» : Монография. – Минск, 1993.
Комаровская Т.Е. «Проблемы поэтики исторического романа США XX века» : Монография. – Минск, 2004.
Комаровская Т.Е. «Исторический роман США XX века» :  Монография. – Минск: БГПУ,  2019.
Комаровская Т.Е. «Faulkner and Russia» / A William Faulkner Encyclopedia . – Westport, Connecticut, 1999. – С. 337–340.
Комаровская Т.Е.  Вступительная статья к книге А.Моруа «Байрон». –  Минск : «Полымя», «Вышэйшая школа», 1986. – С. 5–11.
Комаровская Т.Е. Книга о крушении одной цивилизации. Вступительная статья к книге М.Митчелл «Унесенные ветром». – Минск: «Полымя», «Наука и техника», «Беларуская энцыклапедыя», «Мастацкая лiтаратура». – 1991. – С. 3–11.
Комаровская Т.Е. Формы мемуарно-автобиографического жанра в историческом романе США XX века / Лирическая проза в зарубежных литературах, 1993 – Вып. 4. – С. – Петербург: изд. С. – Петербургского университета. – С. 161–168.
Комаровская Т.Е. Исторический роман США в 30-е годы / Новый курс Ф.Рузвельта: Значение для США и России. – М., 1996. –С. 77–85.
Комаровская Т.Е. Общие тенденции в развитии американского и европейского исторического романа в XX веке // США и внешний мир. – М. : изд. МГУ, 1997.  – С. 104–110.
Комаровская Т.Е. Литература Соединенных Штатов Америки // Белорусская энциклопедия. – Т.7. – 1998. – С. 87–88.
Комаровская Т.Е. «Молчание – его удел последних дней…» // Всемирная литература, 1999. – № 1. – С. 178–183.
Комаровская Т.Е. «…мои друзья – Холмы… и Солнечный закат…» Литературный портрет Эмили Дикинсон // Всемирная литература, 2000. – № 9. – С. 156–164.
Комаровская Т.Е. Feminism and US Literature. Учебное пособие по литературе США  // In Search of New Definitions and Designs: American Literature in the 1980-90’s. – Минск : изд. ЕГУ, 2001. – С. 161–168.
Комаровская Т.Е. Традиция изображения героя, создания характера в американском историческом романе // США: становление и развитие национальной традиции и национального характера. – М.: изд. МГУ, 2001. – С. 353–361.
Комаровская Т.Е. The Problems of Poetics of the US Historical Novel of the 20th  Century / Беларускi навуковы  зборнiк удзельнiкаў праграм урада ЗША. – 2002. – С.41–47
Комаровская Т.Е. «Мы – другие» в современной англоязычной феминистской прозе // Meninis tekstas. – Вильнюс, 2002. – № 3.  – С. 313–321.
Комаровская Т.Е. Конфликт и консенсус  в американском историческом романе 20 века // Конфликт и консенсус в американском обществе. – М. : МАКСПРЕСС, 2004. – С. 322–329.
Комаровская Т.Е. Quest for Identity: What is Gained and Lost on the Way // Respectus Philologicus, 2005. – № 8. – ISSN 13928295. - С. 15–37.
Комаровская Т.Е. Геттисбергская битва в американском историческом романе 30-х и 70-х годов // Война в американской культуре: Тексты и контексты. Сборник научных статей. – М. : Российский государственный гуманитарный университет, 2017. – С. 232–238.
Комаровская Т.Е.  Художественное исследование феномена школьной травмы в романе Маргарет Этвуд «Кошачий глаз» // Северные грани. Международный альманах  МГУ. Российкое общество изучения Канады,  2017. – №7. – С. 54–61.
Комаровская Т.Е. Повествовательные стратегии в романе М. Этвуд «Слепой убийца» // Kalba  ir  Kontekstai, 2018. – VIII (1) tomas. – Vilnius: Lietuvos  Educologijos Universiteto Leidykla. – Р. 196–202.
Комаровская Т.Е. Тоталитаризм как причина и последствие апокалипсиса в романе М. Этвуд «Орикс и Крейк»  и повести  Т. Толстой «Кысь» // W Kregu Problemow  Antropologii Literatury. Antropologia przyszlosci. Сборник научных статей. –  Белосток : Wydawnictwo Uniwersytetu w Bialymstoku. – 2018. – C. 85–95.
Комаровская Т.Е. Революционная сага Говарда Фаста: романы о революции // Революции и  революционный дискурс в США. – М., 2019. – С. 88–101.
Комаровская Т.Е. Чехов и Шекспир: связь времен // Северные грани. Международный альманах. Московский гос. университет им. М.В. Ломоносова, 2019. – № 19. – С. 13–17.
Комаровская Т.Е. Рецепция Истории  индивидуальным сознанием: роман М. Этвуд «Слепой убийца» // Американистика: актуальные подходы и современные исследования. Межвузовский сборник научных трудов.  –  Курск: Курский госуниверситет, 2019. – Выпуск 11. – С. 268–277.
Комаровская Т.Е. Рецепция европейского литературного дискурса в современном американском женском романе // Antropologiczne Aspekty Literatury. – Bialystok : Wydawnictwo Uniwersytetu w Bialymstoku, 2019. – C. 437–448.
Комаровская Т.Е. Падабенства жанравых форм  амерыканскага і беларускага гістарычнага рамана ХХ стагоддзя // Estetyczne modele literatury rosyjskiej. Estetyka i światopogląd. –  Białystok: Wydawnictwo PRYMAT, 2018. –  C. 119–129.
Комаровская Т.Е.  Проблема национальной идентичности в американском политическом дискурсе и художественной литературе //Американистика: актуальные подходы и современные исследования. Межвузовский сборник научных трудов. – Курск: Курский госуниверситет, 2020. – Выпуск 12. – С. 366–378.
Награды и признание
- Грамота Министерства образования Республики Беларусь
- Знак «Отличник образования»

ЛИТЕРАТУРА О Т. Е. Комаровской
1. Камароўская Таццяна Яўгенаўна / Беларуская энцыклапедыя. – Т. 7. – Минск, 1998. – С. 504.
2. Komarovskaya Tatyana Evgenevna /International Who’s Who of Professional and Business Women. Ninth Edition. – USA: The American Biographical Institute, 2003.
3. Komarovskaya, Tatyana Evgenevna   A William Faulkner Encyclopedia. –    Westport, Connecticut, 1999. – С. 487.

Примечания
1. ↑  Филологический факультет БГПУ. Дата обращения: 13 февраля 2021. Архивировано 7 марта 2018 года.